# Image ultimate BEST
『image ultimate BEST』（イマージュ・アルティメット・ベスト）は、2020年3月4日にソニー・ミュージックジャパン インターナショナル（ソニー・クラシカル）から発売されたニューエイジ・ミュージックのコンピレーション・アルバム『image』シリーズ初となるBlu-Spec CD2・2枚組ベスト・アルバム。規格品番：SICC-30552/3。同日、シリーズ第20弾『image20』（規格品番：SICC-30551）が発売された。

## 内容
本作収録曲は、主にこれまでに発売された『image』シリーズから選曲されているが、以前収録された曲のバージョン違いなども含まれている。全32曲。

## 収録曲

### DISC1
1. 鳥山雄司「The Song Of Life（New Version）」
  - 『Image』収録曲
2. 葉加瀬太郎「エトピリカ」
  - 『Image』収録曲
3. ロドリーゴ・レアン&ヴォックス・アンサンブル「アヴェ・ムンディ」
  - 『Image』収録曲
4. ヨーヨー・マ「リベルタンゴ」
  - 『Image』収録曲
5. ディープ・フォレスト「フリーダム・クライ」
  - 『Image2』収録曲
6. 宮本笑里「Les enfants de la Terre～地球のこどもたち～」
  - 『Image8』収録曲
7. ウェイウェイ・ウー featuring 鳥山雄司&武部聡志「JIN -仁- Main Title (トリオ・ ヴァージョン)」
  - 本作初収録曲
8. ジョン・ウィリアムス「カヴァティナ」
  - 本作初収録曲
9. 宮本文昭「ボヘミアン・ダンス」
  - 本作初収録曲
10. 古澤巌 with アサド兄弟「ニュー・シネマ・パラダイス」
  - 『Image』収録曲
11. 大野雄二「小さな旅」
  - 『Image10』収録曲
12. 小松亮太「風の詩～THE 世界遺産」
  - 『Image11』収録曲
13. NAOTO「HIRUKAZE -Band version-」
  - 『Image15』収録曲の別バージョン
14. ピエール・ポルト・オーケストラ/ドミニク・ドラース「フライデーナイト・ファンタジー～日本テレビ系「金曜ロードショー」テーマ曲」
  - 『Image11』収録曲
15. ジェイク・シマブクロ「フラガール -アコースティック・ヴァージョン-」
  - 本作初収録曲
16. 加古隆「パリは燃えているか」
  - 『Image』収録曲

### DISC2
1. 春畑道哉「J'S THEME（Jのテーマ）25th ver.」
  - 『Image18』収録曲の別バージョン
2. 大島ミチル featuring 宮本文昭「風笛」
  - 『Image』収録曲
3. 羽毛田丈史「地球に乾杯」
  - 『Image』収録曲
4. 沖仁「スペイン（Band Ver.）」
  - 『Image19』収録曲
5. 松谷卓「TAKUMI/匠」
  - 『Image3』収録曲
6. ジェームズ・ホーナー「ローズ」
  - 『Image』収録曲
7. ゴンチチ「放課後の音楽室」
  - 『Image』収録曲
8. 古澤巌「ショーロ・インディゴ」
  - 本作初収録曲
9. モートン・グールド「So in Love」（モノラル）[注 1]
  - 『Image10』収録曲
10. 小松亮太「夢幻鉄道」
  - 本作初収録曲
11. 佐藤直紀「ALWAYS 三丁目の夕日 Opening Title」
  - 『Image8』収録曲
12. イル・ディーヴォ「花は咲く～FLOWERS WILL BLOOM（ライヴ・ヴァージョン）」
  - 『Image15』収録曲
13. 梅林茂「陰陽師・メインテーマ」
  - 『Image18』収録曲
14. 葉加瀬太郎 with 小松亮太「情熱大陸」
  - 『Image』収録曲
15. imageオールスターズ「マイ・フェイバリット・シングス（LIVE）」
  - 『live image best』収録曲
16. 羽毛田丈史 with 木村大、小松亮太、ゴンチチ、葉加瀬太郎、宮本文昭&ヤドランカ「イマージュ・アムール～カヴァレリア・ルスティカーナ間奏曲」
  - 『image d'amour』収録曲